# Ternavka, Jîdaciv
Ternavka (în ucraineană Тернавка) este un sat în comuna Certij din raionul Jîdaciv, regiunea Liov, Ucraina.

## Demografie
Componența lingvistică a localității Ternavka
     Ucraineană (100%)
Conform recensământului din 2001, toată populația localității Ternavka era vorbitoare de ucraineană (100%).